# Isopterygium gunnii
Isopterygium gunnii là một loài Rêu trong họ Hypnaceae. Loài này được Broth. & Watts mô tả khoa học đầu tiên năm 1915.